# Орден «Туркменбаши»
Орден «Туркменбаши» — государственная награда Туркмении.

## Статут ордена[1]
1. Орден Туркмении «Туркменбаши» учреждён для награждения за особую храбрость, самоотверженность и мужество, проявленные при защите Отечества, за значительные заслуги в укреплении обороноспособности страны.
2. Орденом «Туркменбаши» награждаются военнослужащие, сотрудники органов Министерства внутренних дел, Комитета национальной безопасности и другие граждане Туркмении, воинские части, корабли, соединения и объединения.
Орденом «Туркменбаши» могут быть награждены и лица, не являющиеся гражданами Туркмении.
3. Награждение орденом «Туркменбаши» производится:
  - особо значительные подвиги, совершённые при защите Родины, выполнении воинского или служебного долга;
  - за значительные заслуги в укреплении обороноспособности страны;
  - за образцовое руководство воинскими подразделениями;
  - за особую храбрость и отвагу, проявленные при обеспечении государственной безопасности страны, неприкосновенности государственной границы Туркмении, охраны правопорядка в условиях, сопряженных с риском для жизни;
  - за особую отвагу, мужество и образцовое выполнение специального задания и другие подвиги, совершенные в условиях мирного времени;
  - за особо значительные заслуги в поддержании высокой боевой готовности войск;
  - за заслуги в развитии военной науки и техники, подготовке кадров для Вооружённых сил Туркмении.
4. Лицам, удостоенным награды, вручаются орден «Туркменбаши» и удостоверение.
5. Награждённым орденом «Туркменбаши» гражданам Туркмении выплачивается за счёт средств государственного бюджета единовременная премия в размере пятикратной минимальной заработной платы и ежемесячная надбавка к заработной плате, должностному окладу, пенсии или стипендии в размере 30 процентов минимальной заработной платы.
Лица, награждённые орденом «Туркменбаши», пользуются льготами в случаях и порядке, установленных законодательством.
6. Орден «Туркменбаши» носится на левой стороне груди и при наличии других орденов располагается после ордена «Галкыныш».

## Описание ордена
Орден «Туркменбаши» имеет форму восьмигранника. В середине ордена в круге диаметром 26 мм расположено выполненное из платины обращенное влево изображение президента Туркмении, Верховного главнокомандующего Вооружёнными силами Туркмении Сапармурата Ниязова в военной форме. Высота изображения 24 мм, ширина 18 мм.
Круг с изображением Ниязова окаймлён по восьмиграннику тонким орнаментом, выполненным из платины, и золотыми цепочками, расположенными вдоль граней.
По внешней стороне ордена на каждом углу восьмигранника размещается изображение золотого щита, на котором расположены месяц и пять звезд, изготовленные из платины. Между щитами размещены изображения скрещенных сабель и айпалта (секир), изготовленных из платины и покрытых золотом.
Орден «Туркменбаши» изготовляется из сплава меди и никеля, покрытого золотом. Диаметр ордена 49,3 мм.
На оборотной стороне ордена имеется специальная гайка для прикрепления ордена к одежде и проставлены слова «Туркмения» и «Туркменбаши».

#### Планка ордена

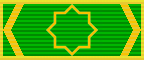

Основа планки ордена выполнена из шёлковой ткани зелёного цвета, в центре её размещается восьмиугольник.
С обеих сторон планки проходит изогнутая линия жёлтого цвета. Планка имеет окаймление оранжевого цвета.